# André Busch
André Chrétien Busch (Mulhouse, 14 marzo 1913 – Sanary-sur-Mer, 7 luglio 1991) è stato un pallanuotista francese.
Era un membro della squadra nazionale di pallanuoto maschile della Francia . Ha gareggiato con la squadra alle Olimpiadi estive del 1936 finendo al quarto posto. A livello di club ha giocato per l' FC Lyon (allora Cercle des Nageurs de Lyon).